# Нушићијада
Нушићијада је годишњи фестивал комедије који се одржава у Ивањици. Колажни модел фестивала комбинован је од многобројних културних садржаја (музичких концерата, позоричних представа, изложби, филмских пројекција и још много едукативних садржаја) и сваке године привлачи све већи број гостију.

## Историја
Фестивал је основан 1967. под називом "Септембар у Ивањици". Године 1968. мења име у "Нушићијада" и слави се као празник филмске комедије, трајао је шест дана и одржавао се у првој недељи септембра. Окупљао је културну елиту тадашње Југославије. У том облику је трајао до 1972. године. Фестивал носи име Бранислава Нушића, српског књижевника и комедиографа, који је у својој позоришној представи Госпођа министарка, користио реченицу "Виђен си за Ивањицу!" као симбол претње свим непослушним чиновницима с краја 19. века да ће бити протерани, у тада заосталу варошицу Ивањицу.
У жељи да се поново покрене фестивал, група младих људи (касније основана организација КудеС) је 2008. године покренула петицију за оживљавање фестивала, што је наишло на добар одзив међу Ивањичанима. Од 2010. године фестивал се сваке године одржава у новом, колажном моделу. Главни циљеви фестивала су богаћење културног живота заједнице, активирање младих и талентованих људи, као и унапређивање туристичке понуде општине, региона и читаве државе.
У марту 2018. године, председник општине Ивањица и локални лидер владајуће Српскe напреднe странкe, донео је одлуку да искључи организацију КудеС (оснивач обновљеног фестивала и главни огранизатор од обнављања) из листе организатора. Потез је окарактерисан као политички мотивисан, због сатиричног исмевања Председника Републике Србије и лидера Српскe напреднe странкe Александра Вучића од стране ранијих учесника фестивала.